# Яукович, Джурджина
Джурджина Яукович (черног. Đurđina Jauković, род. 24 февраля 1997 года, Никшич, Черногория) — черногорская гандболистка, левая полусредняя команды «Будучност» и сборной Черногории.

## Биография
До 2015 года представляла «Даниловград», с 2015 года играла за «Будучность». Четырёхкратный чемпион и обладатель кубка Черногории (2016, 2017, 2018, 2019). С 2020 года играет за французский клуб «Брест Бретань». В 2024 году вернулась в «Будучность».
В сборной Черногории до 18 лет выступала на чемпионате мира в Македонии в 2014 году, в составе команды до 19 лет играла на чемпионате Европы 2015 года. В основной сборной дебютировала на чемпионате Европы 2014 года, также играла на чемпионате мира 2015 года.
Яукович была внесена в заявку на Олимпийские игры 2016 года в Рио-де-Жанейро. Сборная Черногории заняла там 11-е место.